# Clima litorâneo úmido
O clima litorâneo úmido é quente e possui um regime de chuvas  melhor distribuído durante o ano para o clima tropical típico. Abrange uma faixa litorânea extensa, se estende do Sudeste ao Nordeste, começando em um pequeno trecho no estado de São Paulo até o estado do Rio Grande do Norte. No Sudeste, esse clima cobre todo o estado do Rio de Janeiro, Espírito Santo, pegando um pequeno trecho de Minas Gerais na divisa com o Rio de Janeiro. Passando pelo Nordeste (na parte da Zona da Mata, menos nos estados do Ceará, Piauí e Maranhão). No clima tropical litorâneo, (e no clima tropical de altitude), há meses mais frios (geralmente no meio do ano) e meses mais quentes geralmente no início e no final do ano. 
Há estados que possuem mais de um tipo de clima tropical (como é o caso de São Paulo e Minas Gerais), São Paulo possui o clima tropical litorâneo em pequena parte, mas também possui o clima tropical de altitude no maior parte do atual território, também possui pequena parte próximo à divisa com o Litoral do Paraná o clima subtropical (clima da região sul), clima caracterizado por temperaturas mais amenas.
Em Minas Gerais, há numa pequena faixa do estado localizada no clima tropical litorâneo, sua presença é pequena, já que o estado não possui litoral, há o clima tropical de altitude na maior parte de seu território graças ao estado possuir em seu território altas altitudes, há no extremo norte mineiro o clima semiárido (clima do sertão e nordestino) onde a paisagem lembra o sertão nordestino. O clima a mínima 16°C e a média anual é de 36°C a menor temperatura registrada em Januária foi de 7,0 °C em 20 de junho de 1988, onde há a seca e nele há a presença de bastantes cactos e plantas rasteiras. A vegetação do clima tropical litorâneo (ou litorâneo úmido) é a mata atlântica, um importante ecossistema depois da floresta amazônica e do cerrados.